# Tempête tropicale Zeta
Pour les articles homonymes, voir Cyclone tropical Zeta.
La tempête tropicale Zeta fut la 28e tempête nommée de la saison cyclonique 2005 dans le bassin de l'océan Atlantique, renforçant le record du nombre de cyclones durant une saison, qui sera cependant battu lors de la saison 2020. C'était la première utilisation du nom Zeta pour une tempête tropicale dans l'Atlantique. En 2005, c'est le sixième cyclone nommé par une lettre grecque.
Zeta est l'un des cyclones tropicaux les plus tardifs qu'on ait enregistré depuis que sont systématiquement recensées ces tempêtes. Il a aussi été l'un des rares cyclones de l'océan Atlantique à sévir à mi-chemin entre deux années.

## Chronologie
À la fin de décembre 2005, une zone frontale est entrée en interaction avec un creux barométrique de hautes altitudes. Le 28 décembre, le creux a formé une zone de basse pression de haute altitude à 1 200 km à l'ouest-nord-ouest des îles du Cap-Vert. Un creux de surface accompagnant le front s'est placé sous la dépression en altitude. Le 29 décembre, au nord-ouest du centre du creux, dans une zone de divergence, une circulation dépressionnaire fermée s’est formée le long du creux de surface, à 1 250 km au nord-ouest des îles du Cap-Vert. Plus tard, l’activité orageuse s’est intensifiée près du centre de la dépression, si bien que le NHC la désigna dépression tropicale vers 0 h 0 UTC le 30 décembre.
Le cyclone, après un déplacement lent vers l'ouest, a amorcé sa dégénérescence. Le 2 janvier 2006, malgré des conditions favorables à sa dissipation, il a maintenu son intensité. Le 3 janvier, on a même observé une intensification. Le 5 janvier, Zeta a maintes fois perdu puis repris le titre de tempête tropicale. Le 6 janvier, le cyclone a faibli en dépression tropicale, laquelle s'est dissipée le 7 janvier 2006.